# 横手市立浅舞小学校
横手市立浅舞小学校（よこてしりつ あさまいしょうがっこう）は、秋田県横手市平鹿町浅舞にある公立小学校。

## 沿革

### 略歴
浅舞小学校の起源となるのは、明治期に発された学制によって1874年4月10日に開校した「浅舞学校」で、浅舞村覚町の旧官舎を使用して創立された。児童数の増加に伴い、校舎の移転や分割が何度が行われるが、1880年には元の場所に落ち着いた。
1882年には下鍋倉・樽見内・砂子田などに分校を設置。1885年には高野分校および下鍋倉分校のみを残して他は廃止するが、高野分校は1887年に廃止、1890年には下鍋倉分校が廃止された。これにより、本校（浅舞小）のみとなった。
1886年には、小学校令公布により「浅舞尋常小学校」へと改称。1892年3月31日には小学校令改正により「浅舞尋常高等小学校」へと改称した。1898年に浅舞字野々助（後に浅舞中学校の立つ場所）へ校舎を移転、その後5度の増築を繰り返す。
第二次世界大戦が勃発し、国民学校令が公布された1941年に「浅舞国民学校」へ改称。戦後の学制改革により1947年に小学校へと戻った。1956年には浅舞町と吉田村の合併により平鹿町が発足（醍醐村の編入は翌年）し「平鹿町立浅舞小学校」と改称。
1962年に現在地へと校舎を移転。1990年7月5日には現行の校舎が竣工している。2005年には、旧横手市と平鹿郡5町2村による合併で横手市が発足し、「横手市立浅舞小学校」と改称。

#### 蛭野小学校
1893年7月26日、浅舞小の分校として蛭野（ひるの）分教場が新設された。蛭野分教場の前身となるのは、1878年に蛭野集落の有志によって設立された学校で、浅舞小から教員が派遣されて出張授業を行っていた。児童数が急増したことにより、1898年には校舎を新築。1912年には校舎を改築、1928年には更に増築した。
1940年に蛭野分教場は複式学級を解消。この時点で児童数は195名であった。1947年7月17日に分教場の独立推進を秋田県庁に陳謝、1948年2月11日に独立が認可され「蛭野小学校」が開校した。
1957年2月1日に蛭野小校舎が火災により消失、1958年1月10日に新校舎が竣工（釜池175番地）した。1989年3月6日に閉校まで使用されることになる校舎が竣工し、同日に竣工式を挙行した。
2005年4月1日に浅舞小学校へと統合されて閉校。閉校後、校舎は市の「浅舞地区交流センター蛭野分館」として使用されている。

### 年表
以下、注釈の無い項目は『平鹿町史（1984年）』によるもの。
- 1874年4月10日 -  「浅舞学校」として開校。
- 1886年 - 第一次小学校令により「浅舞尋常小学校」と改称。
- 1892年3月31日 - 小学校令改正により「浅舞尋常高等小学校」と改称。
- 1893年7月26日 - 蛭野分教場を設置。
- 1898年7月5日 - 校舎を浅舞字野々助へ移転。
- 1941年4月1日 - 国民学校令により「浅舞国民学校」と改称。
- 1947年4月1日 - 学校教育法（現行法）により「浅舞小学校」と改称。

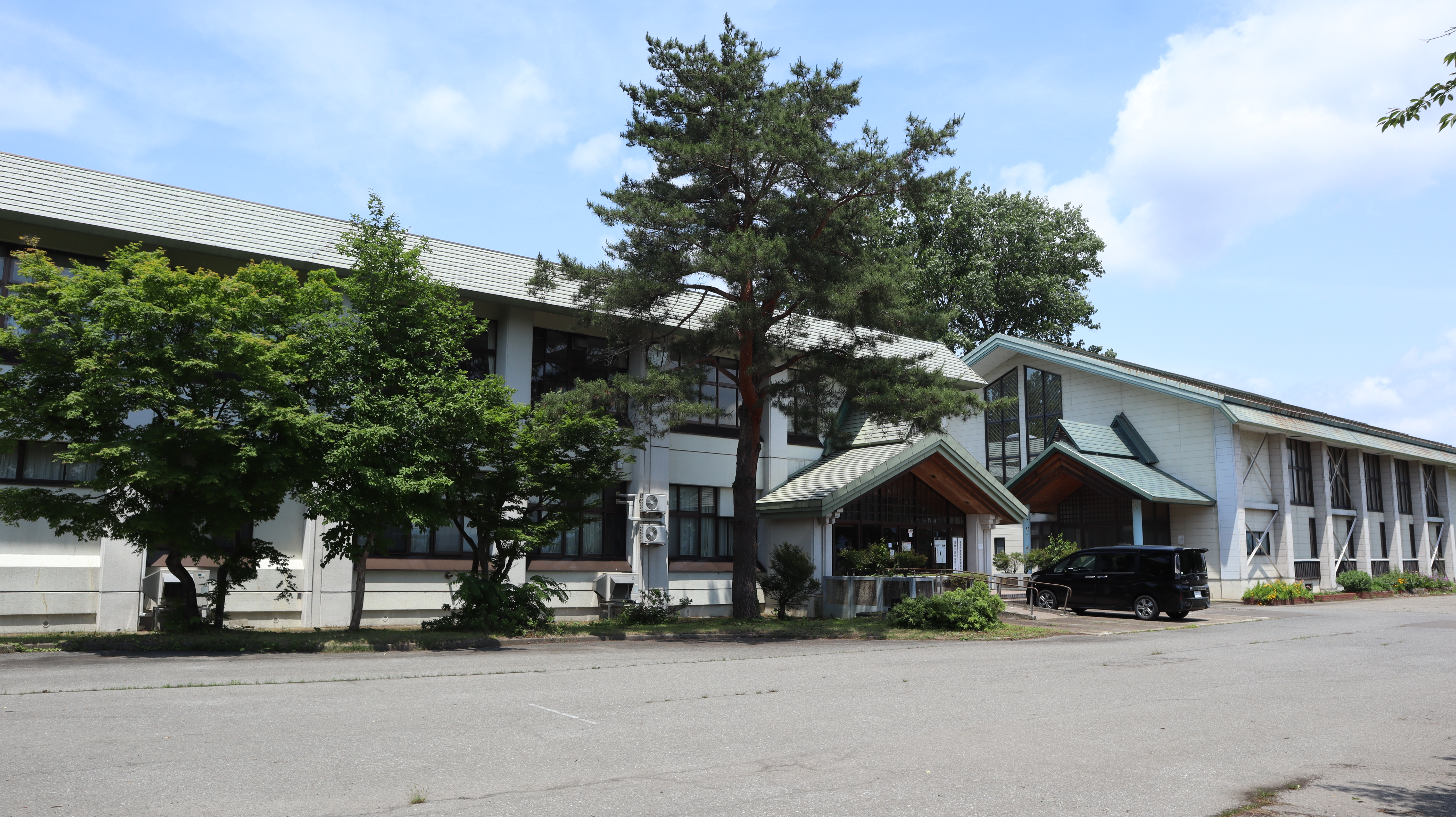
旧蛭野小学校の外観（現・浅舞地区交流センター蛭野分館）

- 1948年2月11日 - 蛭野分教室が蛭野小学校として独立。
- 1956年9月20日 - 町村合併により「平鹿町立浅舞小学校」と改称。
- 1962年10月25日 - 現在地にて新校舎竣工。同日に竣工式典を挙行。
- 1990年 - 現行の校舎が竣工。
- 2005年
  - 4月1日 - 蛭野小学校を編入統合[1]。
  - 10月1日 - 市町村合併により「横手市立浅舞小学校」と改称。
- 2022年10月 - 校舎の大規模修繕が完了[21]。

## 校歌
- 作詞：細谷則理
- 作曲：不明

歌詞などは学校の公式サイトを参照。

### 蛭野小学校校歌
創立60周年記念事業として1953年（昭和28年）7月26日に制定された。
- 作詞：佐々木順
- 作曲：長谷山峻彦

## 通学区域
- 平鹿町浅舞・平鹿町下鍋倉・平鹿町樽見内・平鹿町里見の全域[25]
- 平鹿町中吉田の一部（字年子狐・竹原・柳持、上藤根の国道107号沿線の六ヶ村堰以西）[25]

## 進学先中学校
- 横手市立平鹿中学校 - 主な進学先[26]

## 交通
- E46 秋田自動車道 / E13 東北中央自動車道 横手ICから車で約15分。
- E13 東北中央自動車道 十文字ICから車で約10分。